# Creatonotos albidior
Creatonotos albidior är en fjärilsart som beskrevs av Edward P. Wiltshire. Creatonotos albidior ingår i släktet Creatonotos och familjen björnspinnare. Inga underarter finns listade i Catalogue of Life.